# Allgemeine Deutsche Zeitung für Rumänien
Allgemeine Deutsche Zeitung für Rumänien (ADZR) este un ziar în limba germană, adresat minorității germane din România și editat la București. Apare din anul 1993, ca urmaș al ziarului Neuer Weg (Drum Nou) (1949-1992), prin unificarea ziarelor Neuer Weg, Neue Banater Zeitung și Karpatenrundschau (ziar al sașilor transilvăneni).

## Istoric
În a doua jumătate a anului 1992, echipa editorială a ziarului „Neuer Weg” a decis să pornească la editarea unui ziar cu conținut și aspect grafic nou. Ziarul tratează subiecte politice, economice, culturale și de interes local. În felul acesta, nu mai abordează doar problemele minorității germane din România, ci și ale întregii Românii, alături de politica mondială.
În prezent, ADZR este unicul cotidian de limbă germană din Europa de est, care se adresează și turiștilor veniți în România. Editorul ziarului este societatea comercială ADZ International Press SRL, cu sediul la  Sibiu (Hermannstadt).
Ziarul are corespondenți la Sibiu (Hermannstadt), Brașov (Kronstadt), Reșița (Reschitz), Hunedoara (Eisenmarkt), Satu Mare (Sathmar) și Timișoara (Temeswar).
ADZR publică și suplimente săptămânale:
- Banater Zeitung (BZ), editată de Forumul Democrat al Germanilor din Banat - pentru Arad, Timișoara și Banat,
- Karpatenrundschau editată de "Fundația pentru promovarea literaturii germane în România" (Stiftung zur Förderung der Deutschen Literatur in Rumänien) din Brașov.
- Der Punkt (apare în Sibiu).

Din anul 2006, Forumul Democrat al Germanilor din România - FDGR (Demokratisches Forum der Deutschen in Rumänien - DFDR) a preluat în întregime cheltuielile de editare a publicației, care, până la acea dată, era cofinațată de Statul român.
În anul 2007, aspectul ziarului s-a îmbunătățit, paginile sale fiind tipărite în policromie.
În 28 iunie 2008, Martin Bottesch, membru în conducerea Forumului Democrat al Germanilor din România a anunțat că din 31 iulie 2008 se suspendă temporar apariția ADZ, fiind în intenție să reapară din toamnă ca ziar săptămânal într-un nou format, cu alt concept. De asemenea, se hotărâse mutarea redacției centrale la Timișoara.
Cauzele acestei decizii constau parțial în creșterile de prețuri din ultimele luni (chiria localului redacției din București, costurile de tipărire, prețul abonamentului la agențiile de presă, prețul carburanților și cel de distribuție), care au depășit mijloacele proprii. Altă cauză este tăierea aproape totală, din luna mai, a fondurilor cu care era sprijinit ziarul de Forum, el însuși în criză financiară. De asemenea, au mai fost aduse în discuție și „motive personale”.
În 2008 personalul ADZ a fost îmbătrânit, în mare parte pensionari. Colaboratorii tineri au plecat, alții nu au putut fi angajați, fie pentru că nu există (ca în Sibiu) sau pentru că pretențiile lor salariale sunt mult peste ce poate oferi ADZ (în București).
Au pornit o serie de discuții în legătură cu acest proiect, care s-au finalizat cu decizia de a continua totuși apariția ca și cotidian.
După demisia redactorului-șef Dan Cărămidariu, la conducerea ziarului a fost numită jurnalista Rohtraut Wittstock care, cu sprijinul lui Klaus Johannis intenționează să redreseze ziarul. A existat propunerea de mutare a redacției de la București la Timișoara.  În 2021 Nina May a devenit redactor-șef.

## Date referitoare la tiraj
- Tiraj tipărit: 3000 exemplare
- Tiraj vândut: 2000 exemplare

Din care
- prin abonament: 95 %
- la stand: 5 %

Se estimează 10.000 cititori/ediție.
Acoperire națională, pe județe: 
- 1.) Timiș 20 %
- 2.) Sibiu 20 %
- 3.) Brașov 15 %
- 4.) Municipiul București 15 %
- 5.) Caraș-Severin 10 %
- 6.) Arad 5 %
- 7.) Satu Mare 5 %
- 8.) Alte județe 10 % (Mureș, Alba, Cluj, Bihor, Suceava, Harghita, Covasna, Sălaj, Maramureș, Hunedoara, Prahova, Iași)[6]